# 세인트존스강

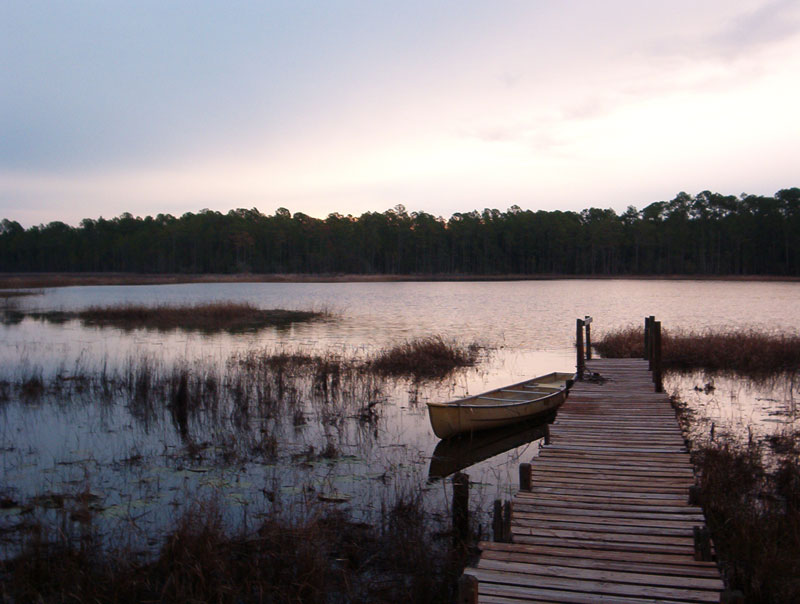

세인트존스강(St. Johns River, 스페인어: Río San Juan)은 미국 플로리다주에서 가장 긴 강이며 상업 및 레크리에이션 용도로 가장 중요한 강이다. 길이가 500km에 달하며 흐른다. 북쪽으로 바람이 불어 12개 카운티를 통과하거나 경계를 이루고 있다. 상류에서 하구까지의 고도 하락은 30 피트 (9 m) 미만이다. 대부분의 플로리다 수로와 마찬가지로 세인트존스강의 유속은 0.3 mph (0.13 m/s)로 매우 느리다.
수많은 호수가 강에 의해 형성되거나 강으로 유입되지만, 강으로서 가장 넓은 지점은 거의 3 마일 (5 km) 너비이다. 가장 좁은 지점은 인디언리버군의 항해할 수 없는 습지인 상류에 있다. 8,840 제곱마일 (22,900 km2)의 세인트존스강 배수 유역에는 플로리다의 주요 습지 일부가 포함되어 있다. 이 강은 세 개의 주요 유역과 레이크 조지 및 오클라와하 강을 위한 두 개의 관련 유역으로 분리되어 있으며 모두 세인트존스강 수자원 관리 구역에서 관리한다.
플로리다는 나중에 미국이 될 최초의 유럽인 영구 정착지였지만, 플로리다의 대부분은 20세기까지도 미개발된 개척지로 남아 있었다. 인구가 증가함에 따라 플로리다의 많은 강과 마찬가지로 세인트존스강도 농업 및 주거 중심지로 바뀌었고 심각한 오염과 방향 전환으로 인해 생태계가 감소했다. 1998년에 미국 유산 강 14개 중 하나로 선정된 세인트존스강은 2008년 미국에서 가장 멸종 위기에 처한 10개 강 목록에서 6위를 차지했다. 플로리다 인구가 계속 증가함에 따라 세인트존스강 주변 유역을 복원하려는 노력이 진행 중이다.
역사적으로 구석기 인디언, 고대인, 티무쿠아, 모카마, 마야카, 아이즈, 프랑스, 스페인, 영국 식민지 개척자, 세미놀족, 노예와 자유민, 플로리다 크래커, 토지 개발자, 관광객, 퇴직자 등 다양한 사람들이 세인트존스나 근처에 살았다. 윌리엄 바트람의 일기, 해리엇 비처 스토의 집에 보낸 편지, 마조리 킨넌 롤링스의 책의 주제였다. 2000년에는 세인트존스강으로 흘러드는 다양한 유역에 350만 명의 사람들이 살았다.

## 참고 문헌
- Belleville, Bill (2000). River of Lakes: A Journey on Florida's St. Johns River, University of Georgia Press. ISBN 0-8203-2156-7
- Benke, Arthur; Cushing, Colbert (eds.) (2005). Rivers of North America, Elsevier/Academic Press. ISBN 0-12-088253-1
- Cabell, Branch and Hanna, A. J. (1943). The St. Johns: A Parade of Diversities, Farrar & Rinehart, Rivers of America Series.
- Gannon, Michael (ed.) (1996). A New History of Florida, University Press of Florida. ISBN 0-8130-1415-8
- McCarthy, Kevin (2004). St. Johns River Guidebook, Pineapple Press. ISBN 1-56164-314-9
- Miller, James (1998). An Environmental History of Northeast Florida, University Press of Florida. ISBN 0-8130-2313-0
- Noll, Steven and Tegeder, M. David (August 2003). From Exploitation to Conservation: A History of the Marjorie Harris Carr Cross Florida Greenway hosted at the Florida Department of Environmental Protection website. Retrieved on July 19, 2009.
- Randazzo, Anthony and Jones, Douglas (eds.) (1997). The Geology of Florida. University Press of Florida. ISBN 0-8130-1496-4
- Rawlings, Marjorie (1942). Cross Creek, First Touchstone Edition 1996: Simon & Schuster. ISBN 0-684-81879-5
- Read, William Alexander (2004). Florida Place Names of Indian Origin and Seminole Personal Names, University of Alabama Press. ISBN 978-0-8173-8421-0
- Schafer, Daniel L. (March 2003). Anna Madgigine Jai Kingsley: African Princess, Florida Slave, Plantation Slaveowner. University Press of Florida. ISBN 0-8130-2616-4
- Simpson, J Clarence; Boyd, Mark F. (ed.) (1956). A Provisional Gazetteer of Florida Place-names of Indian Derivation. Florida Geological Survey, Special Publication No. 1.
- Stowe, Harriet B. (1873). Palmetto-Leaves. J. R. Osgood and Company.
- Tebeau, Charlton (1971). A History of Florida, University of Miami Press. ISBN 0-87024-149-4
- Whitney, Ellie; Means, D. Bruce; Rudloe, Anne (eds.) (2004) Priceless Florida: Natural Ecosystems and Native Species. Pineapple Press, Inc. ISBN 978-1-56164-309-7
- Young, Claiborne (1996). Cruising Guide to Eastern Florida, Pelican Publishing Company. ISBN 0-88289-992-9